# 朱濟熇
廣昌悼平王朱濟熇（1394年8月12日—1427年11月8日），明朝晉藩第一代廣昌王，晉恭王朱棡之嫡第七子，母妃劉氏。

## 生平
洪武二十七年七月十六日（1394年8月12日）生。
洪武三十五年九月初四日（1402年9月30日），封廣昌王。永樂四年（1406年）九月，前往南京朝見明成祖，長兄朱濟熺同行，並在南京舉行冠禮。同月，兄弟二人即返回太原府。永樂十年（1412年）六月，再次前往南京朝見明成祖，兄永和王朱濟烺同行。七月，兄弟二人返回太原府。
宣德二年十月二十日（1427年11月8日）薨，享年三十四歲，在位二十六年，諡悼平。五年後，其庶長子鎮國將軍朱美堅襲爵。

## 家庭

### 妻
- 楊氏（1395年－1458年），太原左衛百戶楊榮之女，永樂十一年十二月二十一日（1414年1月12日）封廣昌王妃。

### 妾
- 劉氏（1396年－1472年），生朱美堅、屯留縣主。[5]

### 子
- 庶長子：鎮國將軍→廣昌安僖王朱美堅

### 女
- 庶長女：屯留縣主，儀賓李愷[6]

## 墓葬
宣德三年六月初十日（1428年7月22日），朱濟熇葬于山西太原府陽曲縣龍泉山（在今山西省太原市杏花嶺區澗河街道七府坟社區東）。1957年6月，山西省文物管理委員会對朱濟熇及其妃楊氏、妾劉氏三座墓葬進行了清理發掘。

　廣昌王壙誌

　　王諱濟熇，

　　晉恭王之苐七子也，母妃劉氏。

　　　洪武二十七年七月十六日

　　　生。洪武三十五年九月初四

　　　日，冊封為廣昌王。宣德二年

　　　十月二十日，以疾薨，享年三

　　　十有四。訃音来聞，

上輟朝，命有司治喪具，遣官賜祭，諡

　　　曰悼平。王妃楊氏。子一人，女

　　　一人。王以宣德三年六月初

　　　十日，葬于龍泉山。嗚呼！

　　王為宗室至親，膺受封爵。正宜

　　　享有福祿，以嗣承先人休光。

　　　既遽至大故，豈非命耶？爰述

　　　大㮣，納諸幽堂，以垂不朽云。